# Vadu Izei
Vadu Izei (bis 1968 Vad, ungarisch Farkasrév) ist eine Gemeinde im Kreis Maramureș in Rumänien. Zu ihr gehört neben dem eigentlichen Ort Vadu Izei auch das Dorf Valea Stejarului (ungarisch Disznópataka).

## Lage
Vadu Izei liegt etwa fünf Kilometer südöstlich der Stadt Sighetu Marmației an der Mündung des Flusses Mara in die Iza.

## Geschichte
Der Ort wurde 1383 erstmals urkundlich erwähnt. Er war über mehrere Jahrhunderte Teil des Komitats Maramuresch und damit des Königreichs Ungarn. Nach dem Ersten Weltkrieg gelangte er zu Rumänien.

## Bevölkerung
Seit Beginn der offiziellen Volkszählungen im Jahr 1850 war die Gemeinde überwiegend von Rumänen bewohnt. Bis zum Zweiten Weltkrieg stellten Juden die größte Minderheit (etwa 5–10 Prozent). Inzwischen sind die Bewohner von Vadu Izei nahezu ausschließlich Rumänen; einige wenige bezeichnen sich als Ungarn, Roma und Ukrainer. Gleiches gilt für den 1843 eingemeindeten Ort Valea Stejarului.

## Verkehr
Vadu Izei liegt an der Nationalstraße DN18, die von Baia Mare nach Iacobeni führt. Im Ort zweigt die Kreisstraße (drum județean) DJ 186 ab, die ins Tal der Iza führt. Vadu Izei hat gute Busverbindungen nach Sighetu Marmației. Der nächste Bahnhof befindet sich ca. 7 km nordwestlich des Ortes an der Bahnstrecke Sighetu Marmației–Iwano-Frankiwsk. Eine seit Ende des 19. Jahrhunderts durch Vadu Izei führende Schmalspurbahn wurde etwa 1970 stillgelegt.

## Sehenswürdigkeiten
Abgesehen von der landschaftlich attraktiven Lage ist ein touristischer Hauptanziehungspunkt die Holzkirche Cuvioasa Paraschiva in Valea Stejarului. Die Kirche wird nach Angaben des Verzeichnis historischer Denkmäler des Ministeriums für Kultur und nationales Erbe (Ministerul Culturii și Patrimoniului Național) ins Jahr 1806 datiert. Die Holzkirche steht unter Denkmalschutz.